# Allylchloride
Allylchloride is een kleurloze, licht ontvlambare vloeistof met een scherpe geur.

## Synthese
Allylchloride wordt bereid door de reactie van propeen met chloorgas bij hoge temperatuur (ongeveer 500 °C). In plaats van de (ionogene) chlorering aan de dubbele binding, vindt een radicalaire halogenering aan de methylgroep plaats.

## Toepassing
Allylchloride wordt bijna uitsluitend gebruikt als tussenproduct in de chemie, onder meer voor de productie van epichloorhydrine (een belangrijke grondstof voor epoxyharsen), glycerine, en bij de synthese van pesticiden en farmaceutische stoffen.
De toepassing in de synthetisch-organische chemie is vooral gebaseerd op het feit dat het chlooratoom relatief makkelijk als chloride het molecule verlaat (een zogenaamde leaving group). Deze reactie wordt door een grote verscheidenheid van nucleofielen geïnitieerd. Het door conjugatie gestabiliseerde allylkation is de oorzaak van de hoge reactiviteit. Bovendien is het ontstane chloride als ion eveneens stabiel.

## Toxicologie en veiligheid
Allylchloride is een zeer ontvlambare vloeistof. De stof kan polymerizeren onder invloed van zuur, hitte of peroxiden, met gevaar voor brand of ontploffing. Bij verbranding komen giftige en corrosieve dampen van zoutzuur vrij. Met water reageert het met vorming van zoutzuur. Allylchloride tast kunststof, rubber en coatings aan.
Allylchloride is een irriterende stof voor de ogen, de huid en de ademhalingswegen. De stof kan effecten hebben op het centraal zenuwstelsel. De inademing van een hoge concentratie kan longoedeem veroorzaken.
Langdurige of herhaalde blootstelling kan leiden tot verstoring van de werking van de nieren of de lever.

### Carcinogeniciteit
Allylchloride is in de Europese Unie ingedeeld bij de kankerverwekkende stoffen van categorie 3. Het IARC heeft allylchloride ingedeeld in groep 3 (niet classificeerbaar naar de carcinogeniciteit bij de mens); het bewijsmateriaal voor de carcinogeniciteit van de stof bij mensen of proefdieren is onvoldoende of ontoereikend.